# Carolyn Wells
Pour les articles homonymes, voir Wells.
Carolyn Wells, née le 18 juin 1869 à Rahway, New Jersey et décédée le 26 mars 1942 à New York, est une auteure américaine de roman policier. Elle a également signé un roman sous le pseudonyme Rowland Wright.

## Biographie
Atteinte de surdité, elle est contrainte de recevoir un enseignement spécialisé. Après ses études, elle devient brièvement bibliothécaire, puis se lance dans l'écriture de poèmes, de courtes pièces, des anthologies ou des contes destinés aux enfants.  Elle épouse peu après Hadwin Houghton, l'héritier d’un empire du monde de l’édition. Après la mort de son mari, en 1919, elle s'installe à New York et continue sa prolifique carrière d'écrivain dont les productions se sont entre-temps diversifiées.
Outre de nombreux textes de littérature d'enfance et de jeunesse, dont les séries Patty, Dorrance et Marjorie, elle donne également de nombreux romans policiers, notamment la série de Fleming Stone, surnommé The Great Man, héros apparu d'abord dans une simple nouvelle en 1906, puis dans The Clue (1909), le tout premier roman policier de l'auteur.  Fleming Stone revient ensuite dans soixante titres. Carolyn Wells a également donné vie à d'autres enquêteurs, dont l'acteur du cinéma muet Kenneth Carlisle qui devient détective à l'heure du parlant, le détective privé et fin connaisseur en œuvres d'art Alan Ford, le privé et parapsychologue Pennington "Penny" Wise.  En 1913, elle signe The Technique of the Mystery Story, un essai sur le roman policier.

## Œuvre

### Romans

#### SérieFleming Stone
- The Clue (1909)
- The Gold Bag (1911)
- A Chain of Evidence (1912)
- The Maxwell Mystery (1913), version longue d'une nouvelle homonyme de 1906.
- Anybody But Anne (1914)
- The White Alley (1915)
- The Curved Blades (1916)
- The Mark of Cain (1917)
- Vicky Van ou The Elusive Vicky Van (1918)
- The Diamond Pin (1919)
- Raspberry Jam (1920)
- The Mystery of the Sycamore (1921)
- The Mystery Girl (1922)
- Feathers Left Around (1923)
- Spooky Hollow (1923)
- The Furthest Fury (1924)
- Prillilgirl (1924)
- Anything But the Truth (1925)
- The Daughter of the House (1925)
- The Bronze Hand (1926)
- The Red-Haired Girl (1926)
- All at Sea (1927)
- Where’s Emily (1927)
- The Crime in the Crypt (1928)
- The Tannahill Tangle (1928)
- The Tapestry Room Murder (1929)
- Triple Murder (1929)
- The Doomed Five (1930)
- The Ghosts’ High Noon (1930)
- Horror House (1931) Publié en français sous le titre La Maison de l’horreur, Paris, Librairie des Champs-Élysées, Le Masque no 155, 1934
- The Umbrella Murder (1931)
- Fuller’s Earth (1932)
- The Roll-Top Desk Mystery (1932)
- The Broken O (1933)
- The Clue of the Eyelash (1933)
- The Master Murderer (1933)
- Eyes in the Wall (1934), court roman
- The Visiting Villain (1934)
- The Beautiful Derelict (1935)
- For Goodness’ Sake (1935)
- The Wooden Indian (1935)
- The Huddle (1936)
- In the Tiger’s Cage (1936)
- Money Musk (1936)
- Murder in the Bookshop (1936)
- The Mystery of the Tarn (1937)
- The Radio Studio Murder (1937)
- Gilt-Edged Guilt (1938)
- The Killer (1938)
- The Missing Link (1938)
- Calling All Suspects (1939)
- Crime Tears On (1939)
- The Importance of Being Murdered (1939)
- Crime Incarnate (1940)
- Devil’s Work (1940)
- Murder on Parade (1940)
- Murder Plus (1940)
- The Black Night Murders (1941)
- Murder at the Casino (1941)
- Murder Will In (1942)
- Who Killed Caldwell? (1942)

#### SérieAlan Ford
- The Bride of a Moment (1909)
- Faulner’s Folly (1917)
- The Room With the Tassels (1918)
- Murder Will In (1942)

#### SériePennington "Penny" Wise
- The Man Who Fell Through the Earth (1919)
- In the Onyx Lobby (1920)
- The Come Back (1921)
- The Luminous Face (1921)
- The Vanishing of Betty Varian (1922)
- The Affair at Flower Acres (1923)

#### SérieLorimer Lane
- More Lives Than One (1923)
- The Fourteenth Key (1924)

#### SérieKenneth Carlisle
- Sleeping Dogs (1929)
- The Doorstep Murders (1931)
- The Skeleton at the Feast (1931)

#### Autres romans policiers
- The Re Echo Club (1913)
- The Moss Mystery (1924)
- Face Cards (1925)
- The Vanity Case (1926)
- On Finishing Collector (1926)
- The Sixth Commandment (1927)
- Deep-Lake Mystery (1928)
- Diversions of the Re Echo Club (1936)
- Ballade of Baker Street (1939)

#### Romans non-policiers
- Abeniki Caldwell (1902)
- The Gordon Elopement (1904), en collaboration avec Harry Persons Taber
- Ptomaine Street (1921), parodie de Sinclair Lewis

#### Roman policier signé Rowland Wright
- The Disappearance of Kimball Webb (1918)

### Littérature d'enfance et de jeunesse

#### SériePatty
- Patty at Home (1904)
- Patty in the City (1905)
- Patty's Summer Days (1906)
- Patty Fairfield (1907)
- Patty in Paris (1907)
- Patty's Pleasure Trip (1909)
- Patty's Success (1910)
- Patty's Butterfly Days (1912)
- Patty's Suitors (1914)
- Patty's Romance (1915)
- Patty's Fortune (1916)
- Patty Blossom (1917)
- Patty-Bride (1918)
- Patty and Azalea (1919)
- Patty's Motor Car (1923)
- Patty's Social Season (1925)

#### SérieDorrance
- The Dorrance Domain (1905)
- Dorrance Doings (1906)

#### SérieMarjorie
- Marjorie's Vacation (1907)
- Marjorie's Busy Days (1908)
- Marjorie's New Friend (1909)
- Marjorie in Command (1910)
- Marjorie's Maytime (1911)
- Marjorie at Seacote (1912)

#### SérieTwo Little Women
- Two Little Women (1915)
- Two Little Women and the Treasure House (1916)
- Two Little Women on a Holiday (1917)

### Autres ouvrages de littérature d'enfance et de jeunesse
- At the Sign of the Sphinx (1896)
- The Jingle Book (1899)
- The Story of Betty (1899)
- Idle Idyls (1900)
- Children of Our Town (1902)
- The Bumblepuppy Book (1903)
- Folly for the Wise (1904)
- In the Reign of Queen Dick (1906)
- Rainy Day Diversion (1907)
- The Emily Emmins Papers (1907)
- Pleasant Day Diversions (1908)
- Dick and Dolly's Adventures (1910)

### Autres publications
- Merry Christmas A B C (1900)
- The Rubaiyat of a Motor Car (1906)
- The Rubaiyat of Bridge (1909)
- The Technique of the Mystery Story (1913), essai sur le roman policier
- The Lover's Baedeker and Guide to arcady (1912)
- The Welcoming Doorways of Deerfiel (1913)
- The Eternel Feminine (1913)
- Girls and Gayety (1913)
- The Honeymooner's Own Book: or Guyed to a Happy (1914)
- Married Life (1914)
- Waht a Lark! (1931)
- All for Fun: Brain Teasers (1933)

### Théâtre
- The Meaning of Thanksgiving Day (1922)
- Queen Christmas (1922)
- The Sweet Girl Graduate (1922)

### Autobiographie
- The Rest of My Life (1937)

### Nouvelles et courts textes

#### Recueils de nouvelles et anthologies
- A Non Sense Anthology (1902)
- The Pete and Polly Stories (1902)
- A Satire Anthology (1903)
- A Parody Anthology  (1904)
- The Book of Humorous Verse (1910)
- The Cat in Verse (1912)
- Pleasing Prose (1913)
- Book of American Limericks (1925)
- A Book of Charades (1927)
- American Detective stories (1927)
- Best American Stories of the Year (1932)
- Best American Stories of the Year (1933)

#### Nouvelle de la sérieFleming Stone
- The Maxwell Mystery (1906)

#### Nouvelles isolées
- Or the Stairs (1900)
- First Lesson of Humor (1902)
- Tit-Tat-Top Club (1902)
- The Mishaps of Gentle Jane (1904)
- Alone (1904)
- The White Gown (1904)
- A Troublesome Errand (1905)
- The Sphinx’s Riddle (1905)
- Christabel’s Crystal (1905)
- A Vindication of the Limerick (1906)
- The Specimen Numbered Four (1907)
- Choosing Choux (1908)
- The Dressmaker in the House (1909)
- Diversions of the Re-Echo Club (1909)
- Appalling Information (1910)
- A Point of Testimony (1911) Publié en français sous le titre La Maison de l’horreur, Paris, Opta, Mystère magazine no 27, novembre 1950
- The Best Laid Plan (1912)
- The Adventures of the Mona Lisa (1912)
- The Telltale Telephone (1912)
- His Level Best! (1912)
- Sure Way to Catch Every Criminal (1912)
- A Maze of Mystery (1914)
- The Silent Model (1914)
- Tootie on Increased Efficiency (1914)
- The Adventures of the Clothes-Line (1915), nouvelle parodique de Sherlock Holmes
- Cherchez la Femme (1917)
- Morris the Children’s Story Hour (1917)
- The Green Stain (1922)
- The Shakespeare Title-Page Mystery (1940)